# Подобедова, Надежда Ивановна
Надежда Ивановна Подобедова (14 (26) сентября 1830 — 7 [19] мая 1893, Санкт-Петербург) — русская актриса, артистка Петербургских Императорских театров. Указывалась как Подобедова 1-я — в отличие от своей сестры актрисы Екатерины Ивановны Подобедовой 2-й (Нильской).

## Биография
Родилась 14 (26) сентября 1830 года в семье петербургского музыканта Ивана Корниловича Подобедова.
Воспитывалась в Санкт-Петербургском театральном училище, по окончании которого в 1849 году была зачислена в Санкт-Петербургскую драматическую труппу.
Первые её выходы на сцене Александринского театра состоялись в 1849 году в водевилях «Одушевлённые цветы и мечтатель» (Генриетта — Василек) и «Вот так пилюли, что в рот — то спасибо» (Изабелла). В молодости появлялась почти исключительно в водевилях и оперетках, исполняя сначала роли молодых субреток, а затем, с годами — роли пожилых женщин. Современники свидетельствовали, что она обладает «небольшим, но симпатичным голосом». Из её серьёзного репертуара следует отметить Марью Антоновну («Ревизор») и графиню внучку («Горе от ума»). Окончательно вышла в отставку 1 июля 1883 года. Умерла 7 (19) мая 1893 года и похоронена на Митрофаньевском кладбище в С.-Петербурге.